# アンフィニ北海道サッカー
アンフィニ北海道は、かつて存在したサッカークラブ。
前身は札幌マツダ（のちにアンフィニ札幌へ名称変更）。北海道サッカーリーグ1部に属していたが、1998年度を最後に廃部。その後アンフィニMAKI、サンクくりやま、ノルテ等元選手がそれぞれチームを立ち上げる。アンフィニ北海道に残ったメンバーはサッカー活動を続け、東北・北海道にて開催されるマツダ社内大会では2006年優勝、2007年準優勝、2008年優勝の成績を残す。メンバーは佐藤裕章、椿真一、鳰博之、尾田隆之、木村真哉、太田慎一、水谷透等が主に活躍していた。 2010年、アンフィニ北海道が北海道マツダと合併した後、新生『北海道マツダ サッカー部』として存続する事となる。